# Aedia limitaris
Aedia limitaris är en fjärilsart som beskrevs av Walker 1864. Aedia limitaris ingår i släktet Aedia och familjen nattflyn. Inga underarter finns listade i Catalogue of Life.